# Gregor Jordan
Gregor Jordan (ur. 1966 w Sale) – australijski reżyser filmowy. 
W połowie lat 90. realizował filmy krótkometrażowe, następnie pracował na potrzeby telewizji. W roku 1999 nakręcił kryminał Dwie ręce z Heathem Ledgerem w roli głównej. Kolejny swój film nakręcił już w Stanach Zjednoczonych – wyprodukowany w 2001 roku komediodramat Buffalo Soldiers w sarkastyczny sposób ukazywał bazę armii amerykańskiej w RFN tuż przed upadkiem Muru Berlińskiego. W 2003 roku sygnował swym nazwiskiem dramat Ned Kelly, opowieść o słynnym australijskim bandycie. Rolę tytułową odtworzył Ledger, a partnerowali mu Naomi Watts i Orlando Bloom.

## Reżyseria

### Film
- 1995 - Swinger
- 1999 - Partnerska rozgrywka (Two Hands)
- 2001 - Buffalo Soldiers (Buffalo Soldiers)
- 2003 - Ned Kelly (Ned Kelly)
- 2008 - Informers (The Informers)
- 2010 - Bez reguł (Unthinkable)
- 2019 - Dirt Music

### Telewizja
- 1996 - Twisted Tales
- 1997 - Raw FM
- 1997 - Big Sky
- 2014 - Old School
- 2021 - Australian Gangster